# 스테이트 페어
스테이트 페어(state fair)는 미합중국 주민의 경쟁적이면서도 오락적인 행사이다. 농산물·가축 품평회보다 큰 모임으로 각 지역의 농산물·가축 품평회에서 분야별로 우승한 참가자만 스테이트 페어에 전시할 수 있다.
원래 스테이트 페어는 다양한 경쟁자가 참가하여 가축을 전시하는 것이었고, 판매 목적의 농작물 전시가 매번 있었던 것은 아니었다. 수제품, 빵, 과자, 잼, 젤리 등 각 분야에서 참가자 간의 경쟁 정도였던 이 행사는 사육제, 게임, 음악, 경주, 힘과 기술 시험 등의 분야까지 확장해 오늘에 이르게 되었다. 1, 2주 정도 되는 기간에 100만 명 정도 되는 사람이 이 행사에 방문한다.
스테이트 페어와 유사한 로얄 쇼라는 행사가 오스트레일리아의 각 주도에서 매년 개최된다. 오스트레일리아의 로얄 쇼는 주의 농업과 원예 단체에서 기획한다.

## 같이 보기
- 로데오
- 세계 박람회